# Lynk & Co 02
Lynk & Co 02 — компактный кроссовер, выпускаемый на платформе CMA с 2018 года.

## Описание
Автомобиль Lynk & Co 02 был представлен в марте 2018 года и продаётся с июня того же года.
Модель Lynk & Co 02 оснащена множеством современных функций, таких как активная безопасность, панорамные камеры, люк на крыше, рулевые фары и автопарковка.
С марта 2021 года производится также хетчбэк.

## Двигатели
| Модель двигателя | Мощность  | Крутящий момент | Трансмиссия              |
| ---------------- | --------- | --------------- | ------------------------ |
| GB15T2           | 156 л. с. | 245 Н*м         | 6-скор. МКПП             |
| JLH-3G15TDC      | 156 л. с. | 245 Н*м         | 6-скор. МКПП/7-скор. DCT |
| JLH-3G15TD       | 180 л. с. | 265 Н*м         | 7-скор. DCT              |
| JLH-4G20TD       | 190 л. с. | 300 Н*м         | 6-скор. АКПП/7-скор. DCT |

## Галерея

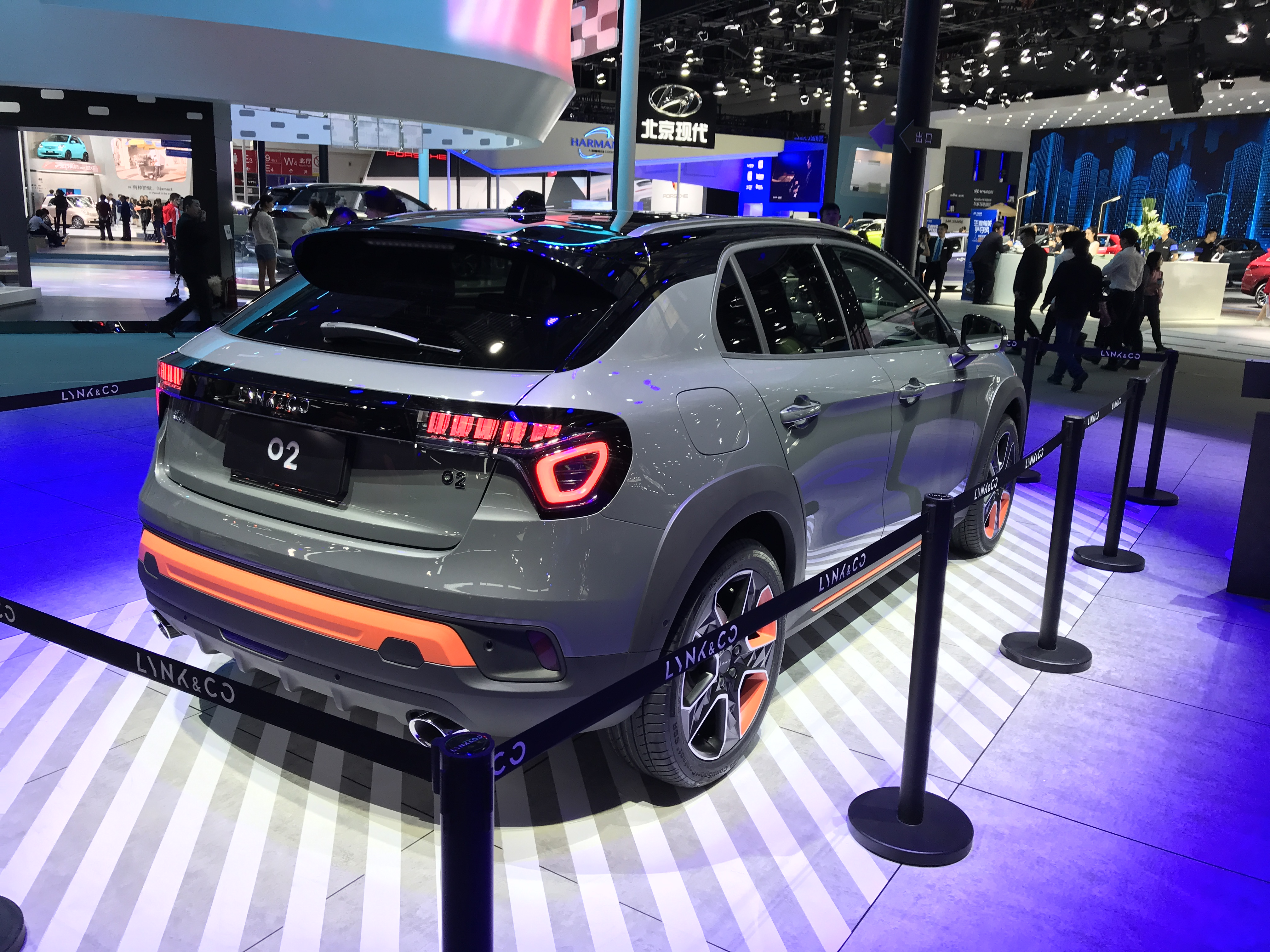
Вид сзади
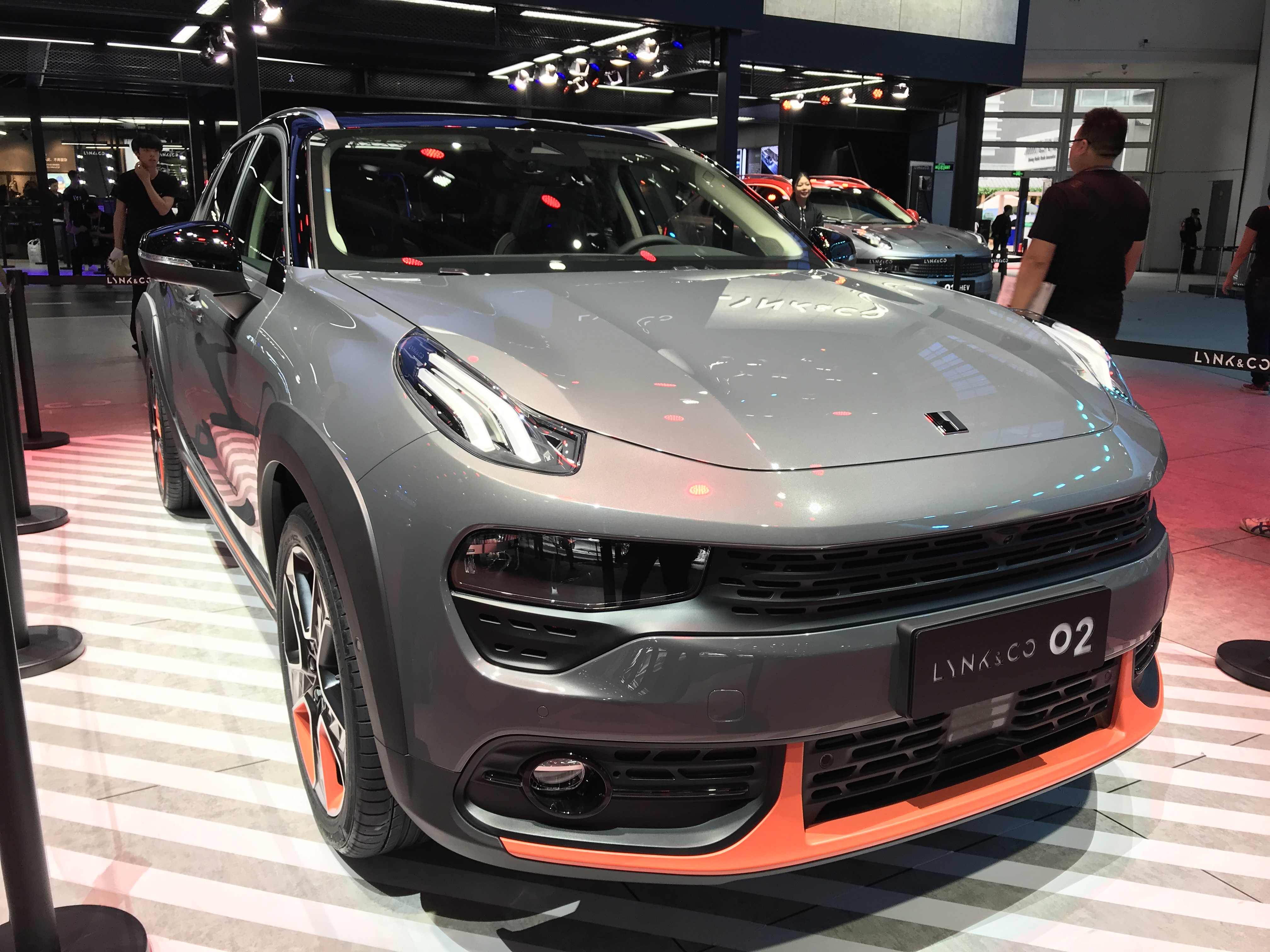
Вид спереди
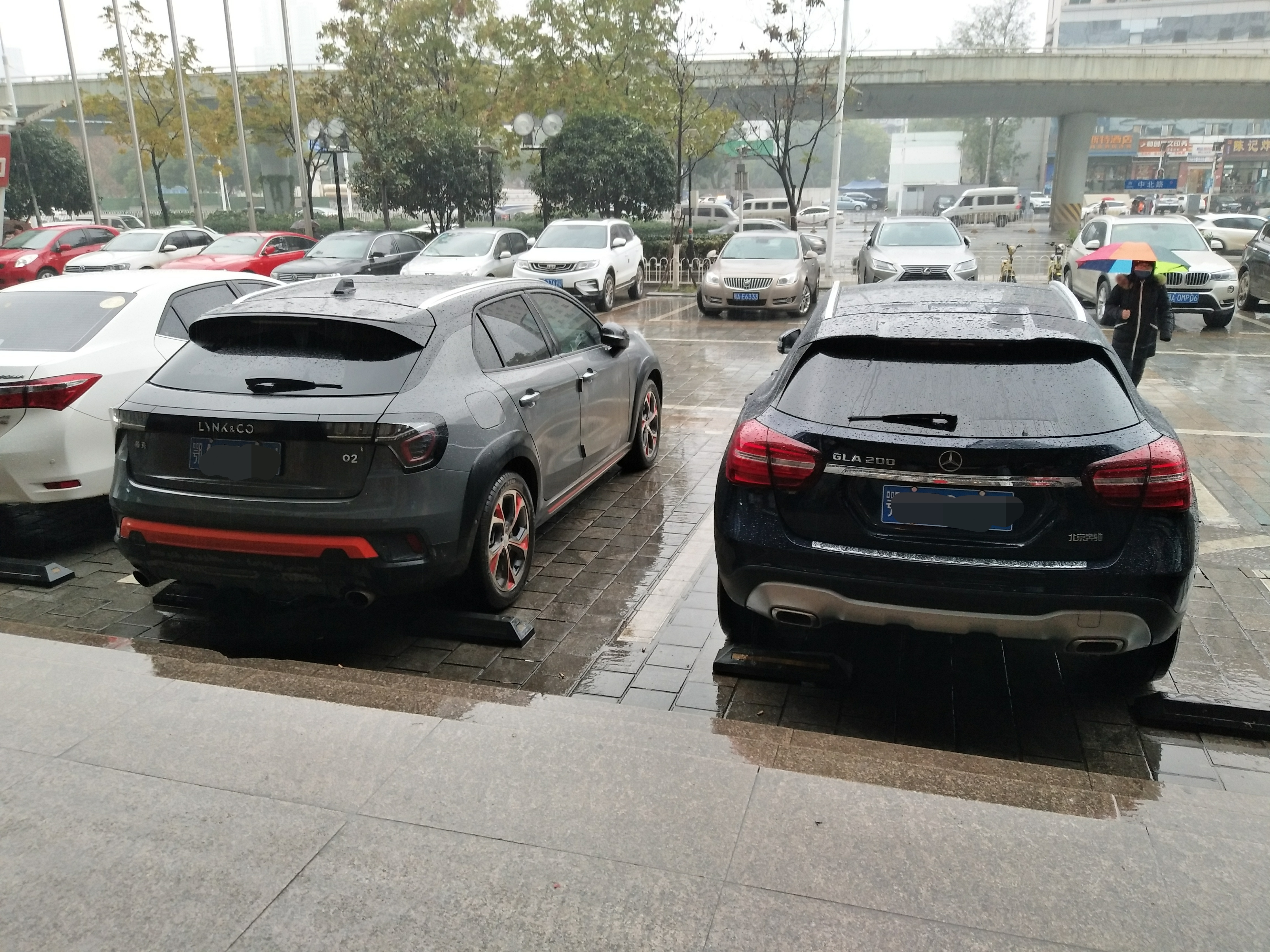
Lynk & Co 02 рядом с Mercedes-Benz GLA
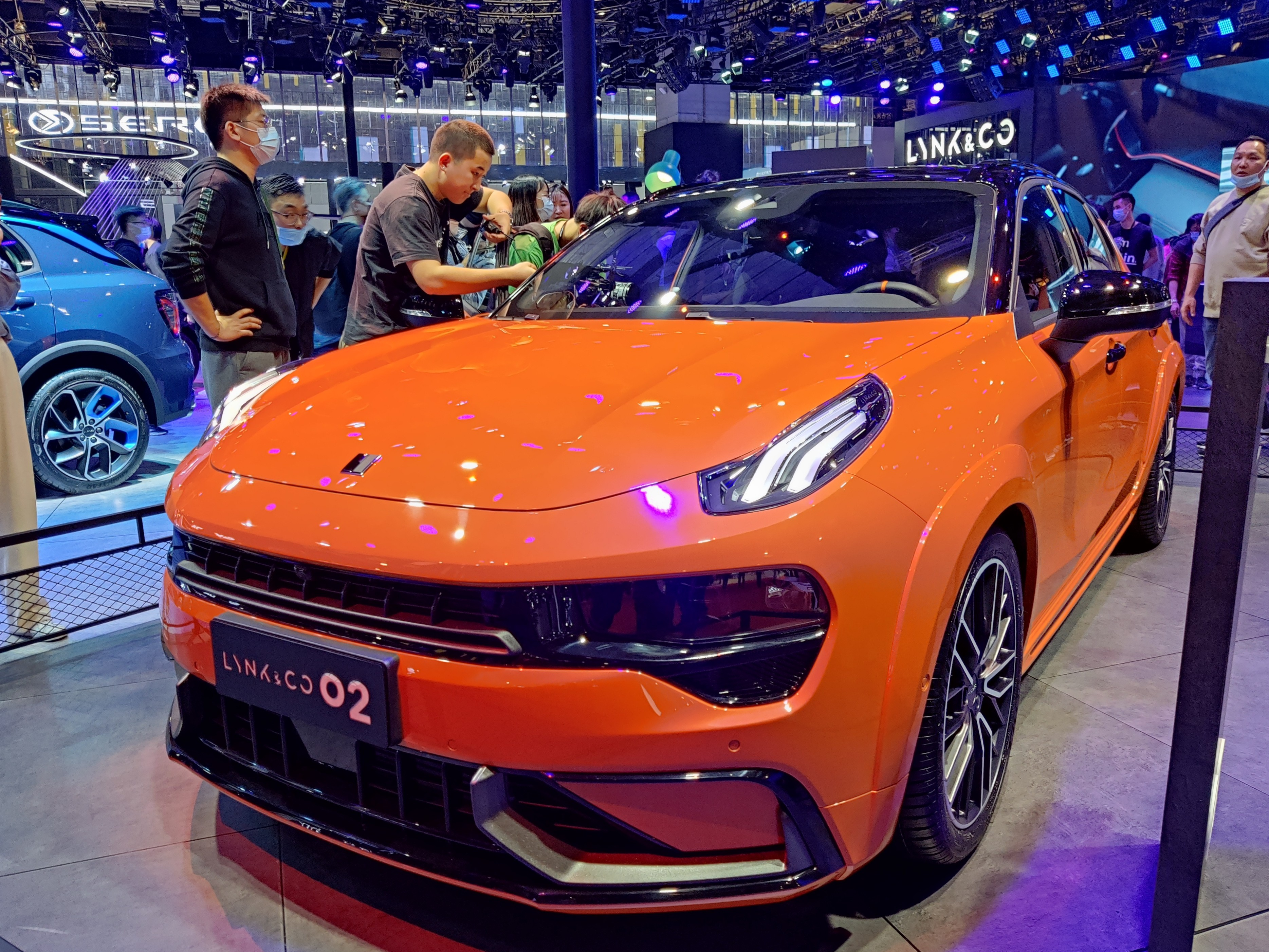
Хетчбэк
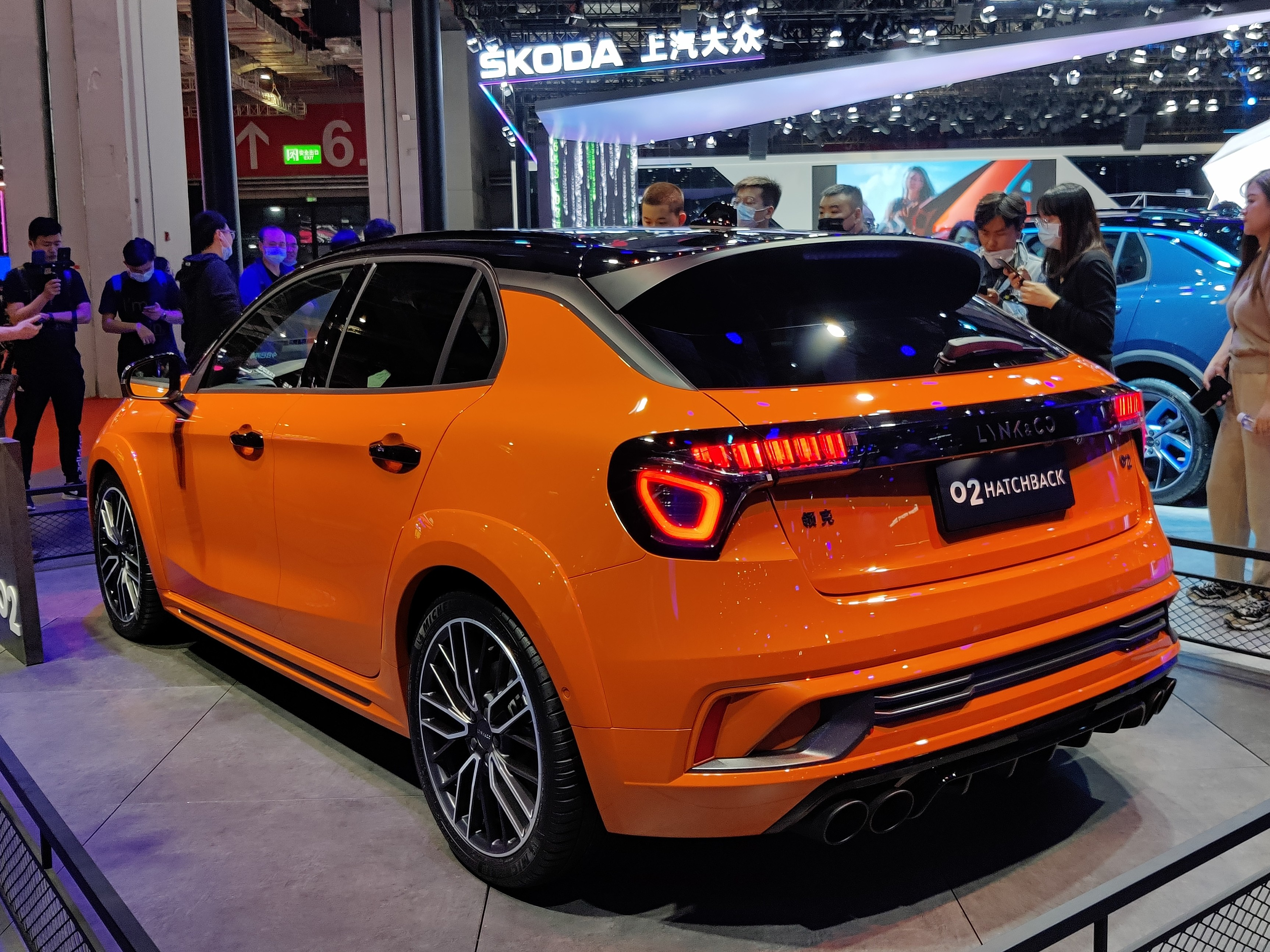
Хетчбэк